# Cupa României 2019/20
Der Cupa României wurde in der Saison 2019/20 zum 82. Mal ausgespielt. Titelverteidiger FC Viitorul Constanța schied bereits im Sechzehntelfinale aus. Pokalsieger wurde der FCSB Bukarest.

## Modus
Die Klubs der Liga 1 stiegen erst in der Runde der letzten 32 Mannschaften ein. Es wurde jeweils nur eine Partie ausgetragen, das Halbfinale wurde in Hin- und Rückspiel entschieden. Fand nur eine Partie statt und stand diese nach 90 Minuten unentschieden oder konnte in beiden Partien unter Berücksichtigung der Auswärtstorregel keine Entscheidung herbeigeführt werden, folgte eine Verlängerung von 30 Minuten. Falls danach noch immer keine Entscheidung gefallen war, wurde die Entscheidung im Elfmeterschießen herbeigeführt.

## Sechzehntelfinale
| Datum              |                             | Ergebnis              |                               |
| ------------------ | --------------------------- | --------------------- | ----------------------------- |
| 24. September 2019 | ACS Foresta Suceava         | 2:1                   | Gaz Metan Mediaș              |
|                    | AFC Metalul Buzău           | 1:0                   | FK Csíkszereda Miercurea Ciuc |
|                    | ACS Flacăra Horezu          | 0:2                   | Astra Giurgiu                 |
|                    | UTA Arad                    | 1:3                   | Dinamo Bukarest               |
|                    | Turris-Oltul Turnu Măgurele | 2:3                   | FC Academica Clinceni         |
|                    | CS Concordia Chiajna        | 2:3                   | FC Voluntari                  |
|                    | FC Universitatea Craiova    | 2:3 n. V.             | Universitatea Cluj            |
| 25. September 2019 | FC Chindia Târgoviște       | 0:1                   | FC Hermannstadt               |
|                    | CS Făurei                   | 1:5                   | CS Mioveni                    |
|                    | ACS Industria Galda         | 0:1                   | Petrolul Ploiești             |
|                    | CSM Școlar Reșița           | 0:1                   | CS Universitatea Craiova      |
|                    | FC Botoșani                 | 2:2 n. V. (4:2 i. E.) | CFR Cluj                      |
| 26. September 2019 | Sănătatea Cluj              | 1:0                   | FC Viitorul Constanța         |
|                    | Ripensia Timișoara          | 1:4                   | Sepsi OSK Sfântu Gheorghe     |
|                    | Rapid Bukarest              | 0:1                   | FC Politehnica Iași           |
|                    | Metaloglobus Bukarest       | 0:2                   | Steaua Bukarest               |

## Achtelfinale
| Datum            |                           | Ergebnis |                          |
| ---------------- | ------------------------- | -------- | ------------------------ |
| 29. Oktober 2019 | Universitatea Cluj        | 0:1      | Steaua Bukarest          |
|                  | CS Mioveni                | 0:2      | FC Hermannstadt          |
| 30. Oktober 2019 | FC Academica Clinceni     | 2:0      | FC Botoșani              |
|                  | Sănătatea Cluj            | 0:7      | Petrolul Ploiești        |
|                  | ACS Foresta Suceava       | 0:4      | Dinamo Bukarest          |
|                  | AFC Metalul Buzău         | 0:3      | FC Politehnica Iași      |
|                  | Sepsi OSK Sfântu Gheorghe | 4:2      | Astra Giurgiu            |
|                  | FC Voluntari              | 1:4      | CS Universitatea Craiova |

## Viertelfinale
| Datum        |                       | Ergebnis |                           |
| ------------ | --------------------- | -------- | ------------------------- |
| 3. März 2020 | FC Academica Clinceni | 0:1      | Dinamo Bukarest           |
| 4. März 2020 | Petrolul Ploiești     | 0:1      | Sepsi OSK Sfântu Gheorghe |
|              | FC Politehnica Iași   | 3:2      | CS Universitatea Craiova  |
| 5. März 2020 | FC Hermannstadt       | 1:2      | Steaua Bukarest           |

## Halbfinale
| Datum                     |                           | Gesamt |                     | Hinspiel | Rückspiel |
| ------------------------- | ------------------------- | ------ | ------------------- | -------- | --------- |
| 24. Juni und 8. Juli 2020 | Sepsi OSK Sfântu Gheorghe | 8:1    | FC Politehnica Iași | 5:1      | 3:0       |
| 24. Juni und 8. Juli 2020 | Dinamo Bukarest           | 0:4    | Steaua Bukarest     | 0:3      | 0:1       |

## Finale
| Paarung                   | Sepsi OSK Sfântu Gheorghe – FCSB Bukarest |
| Ergebnis                  | 0:1 (0:0) |
| Datum                     | 22. Juli 2020 |
| Stadion                   | Ilie-Oană-Stadion, Ploiești |
| Zuschauer                 | 0 |
| Schiedsrichter            | Sebastian Colțescu |
| Tore                      | 0:1 Dennis Man (65.) |
| Sepsi OSK Sfântu Gheorghe | Roland Niczuly – Radoslav Dimitrov (75. Balázs Csiszér), Rachid Bouhenna, Răzvan Tincu, Florin Ștefan – Gabriel Vașvari, Ronaldo Deaconu, Anass Achahbar (83. Daniel Celea), Nicolae Carnat (46. Lóránd Fülöp) – Goran Karanović (46. Pavol Šafranko), Marius Ștefănescu (75. Tomás Díaz) Cheftrainer: Leontin Grozavu |
| FCSB Bukarest             | Andrei Vlad – Valentin Crețu, Andrei Miron, Iulian Cristea, Ionuț Panțîru (89. Alexandru Pantea) – Ionuț Vînă (46. Adrian Petre), Darius Olaru (46. Olimpiu Moruțan), Ovidiu Popescu, Dennis Man – Florinel Coman (90.+3' Ovidiu Perianu), Florin Tănase Cheftrainer: Anton Petrea                                     |
| Gelbe Karten              | keine – Florin Tănase |
| Platzverweise             | Rachid Bouhenna – keine |